# Clube Desportivo Pinhalnovense
El CD Pinhalnovense es uin equipo de fútbol de Portugal que juega en la Liga Regional de Setubal, la quinta liga de fútbol más importante del país.

## Historia
Fue fundado en el año 1948 en la ciudad de Pinhal Novo de Palmela en el Distrito de Setúbal, vagando principalmente entre el tercer y cuarto nivel de Portugal. Nuna han jugado en la Primeira Liga.

## Palmarés
- Tercera División de Portugal Série F: 1

2001/02

## Jugadores

### Jugadores destacados
- Flaviano Nanque
- Sanussi Camara
- Jorge Cadete
- Diogo Figueiras